# Karl Gottfried Erdmann
Karl Gottfried Erdmann (* 31. März 1774 in Wittenberg; † 13. Januar 1835 in Dresden) war ein deutscher Mediziner und Botaniker.

## Leben
Karl Gottfried Erdmann hatte vom Vater die erste Ausbildung erhalten und später das Gymnasium in Wittenberg besucht. An der Universität Wittenberg begann er 1790 ein Studium, bei dem er Vorlesungen von Johann Matthias Schröckh, Johann Daniel Titius, Christian August Langguth, Georg Rudolf Böhmer und anderen besuchte. Nachdem Erdmann 1796 die Kandidatenprüfung absolviert hatte, begab er sich nach Dresden, wo er sich bei Weiß, Johann August Wilhelm Hedenus und Röler mit der Anatomie, Geburtshilfe und Chirurgie beschäftigte. Unter Leonardi wurde er im Praktischen ausgebildet. Im Jahr 1798 kehrte er nach Wittenberg zurück, wo er mit der Dissertation de nexu theoriam et praxin medicam intercedente zum Doktor der Medizin promovierte.
Noch im selben Jahr ging er erneut nach Dresden, wurde 1799 Amts- und Landphysikus und zugleich Beisitzer des 1824 aufgehobenen Sanitätskollegiums. Die Ehrenmitgliedschaft der Leipziger Ökonomischen Sozietät erhielt er 1801, im folgenden Jahr wurde er Armenarzt, 1821 Bergarzt bei den königlichen Kohlearbeitern in Plauen. Wegen seiner Verdienste um die Impfung erhielt er die goldene Verdienstmedaille. Im Jahr 1825 erlitt er einen Herzinfarkt, der eine Lähmung der rechten Körperhälfte nach sich zog. Dennoch kümmerte er sich weiter um seine Patienten und starb bei der Ausübung seiner beruflichen Tätigkeit an der Folge eines weiteren Herzinfarktes.
Außerordentliche Verdienste hatte sich Erdmann 1801 erworben, als er 6000 Kinder in Dresden der Pockenschutzimpfung unterzog und jene Impfung damit in Sachsen eingeführt hatte. Erdmann bewies auch bei verschiedenen Epidemien seine Kompetenz und hatte in der Zeit des Bürgerkrieges 1812–1814 viel für die Aufrechterhaltung des medizinischen Dienstes in Dresden getan. Zudem verfasste er viele Aufsätze in unterschiedlichen Journalen seiner Zeit und beschäftigte sich dabei vor allem mit medizinischen und botanischen Themen.

## Familie
Karl Gottfried Erdmann war der Sohn des Theologen und Kirchenhistorikers Johann Christoph Erdmann und dessen Frau Christiane Eleonore, geb. Clausnitzer (um 1743–?), einer Tochter des Probstes von Klöden Karl Gottlob Clausnitzer. Er hatte mehrere Geschwister, von denen Johann Friedrich Erdmann (1778–1846) ein bekannter Mediziner in Deutschland und Russland war.
Aus seiner im Jahr 1800 geschlossenen Ehe mit Wilhelmine Friedericke Geringemuth gingen mehrere Kinder hervor, wovon nur zwei Kinder den Vater überlebten. Der Sohn Otto Linné Erdmann erlangte als Chemiker ebenfalls Bedeutung.

## Werke
- Diss. inaug. De nexu theoriam et praxin medicam intercedente; q. des. D. 20. Novbr. Wittenberg 1798.
- Merkwürdige Gewächse der Obersächsischen Flora, nebst Bemerkungen über ihren Nutzen in der Oekonomie, Technologie und Arzneikunde. Dresden 1800, 1801.
- Aufsätze und Beobachtungen aus allen Theilen der Arzneiwissenschaft und zum Theil auch aus der Naturkunde. Dresden 1802.
- Tabellarische Übersicht der theoretischen und practischen Botanik nach ihrem ganzen Umfange. Dresden 1802.
- Diss. de metastatibus. Wittenberg 1810.